# Tula, Sardinien
Tula är en ort och kommun i provinsen Sassari i regionen Sardinien i Italien. Kommunen hade 1 544 invånare (2017).